# Gabrielle Buffet-Picabia

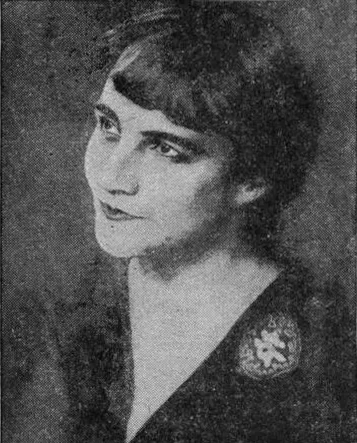
Gabrielle Buffet-Picabia, um 1910

Gabrielle Buffet-Picabia, geborene Gabrielle Buffet, (* 21. November 1881 in Fontainebleau; † 7. Dezember 1985 in Paris) war eine französische Musikerin, Kunstkritikerin und Schriftstellerin, verbunden mit dem Dadaismus. Sie war die erste Ehefrau des Malers Francis Picabia.

## Leben
Gabrielle Buffet war die Tochter von Laure Hugueteau de Chaillé und deren Mann Alphée Buffet. Mit 17 Jahren entschied sie sich, Komponistin zu werden und bewarb sich an dem traditionsreichen Pariser Konservatorium. Da Frauen jedoch zu dieser Zeit häufig nur in den Gesangs- oder Instrumentalklassen aufgenommen wurden, wurde sie abgelehnt. 1898 sprach sie an der Schola Cantorum in Paris vor, sie konnte in der Eignungsprüfung überzeugen und wurde als einzige Frau des Jahrgangs in die Kompositionsklasse aufgenommen. Sie studierte dort bei Vincent d’Indy und machte 1906 ihren Abschluss. Gedrängt von ihrer Familie und gesellschaftlichen Konventionen endlich einen Mann zu heiraten, verließ Gabrielle Buffet noch im selben Jahr Paris, um sich diesem Einfluss zu entziehen. Sie ging nach Berlin und spielte dort zunächst in einem Wirtshausorchester. Durch ein Empfehlungsschreiben ihres ehemaligen Lehrers d’Indy erhielt sie Zutritt zur Kompositionsklasse Ferruccio Busonis.
1908 lernte sie bei einem Besuch ihrer Mutter in Versailles den Maler Francis Picabia kennen. Das Paar heiratete im Januar 1909 und zog nach Paris. Durch die Ehe geriet Gabrielle Buffet-Picabias eigene künstlerische Karriere in den Hintergrund, sie bildete sich aber autodidaktisch in der Musik und Malerei weiter. Ihr Einfluss inspirierte Francis Picaba dazu, sich der abstrakten Malerei zuzuwenden, seine Malerei wie Musikstücke zu komponieren.
Das Paar pflegte regen Austausch mit anderen Künstlern, in Zürich trafen sie z. B. Hans Arp und Tristan Tzara.

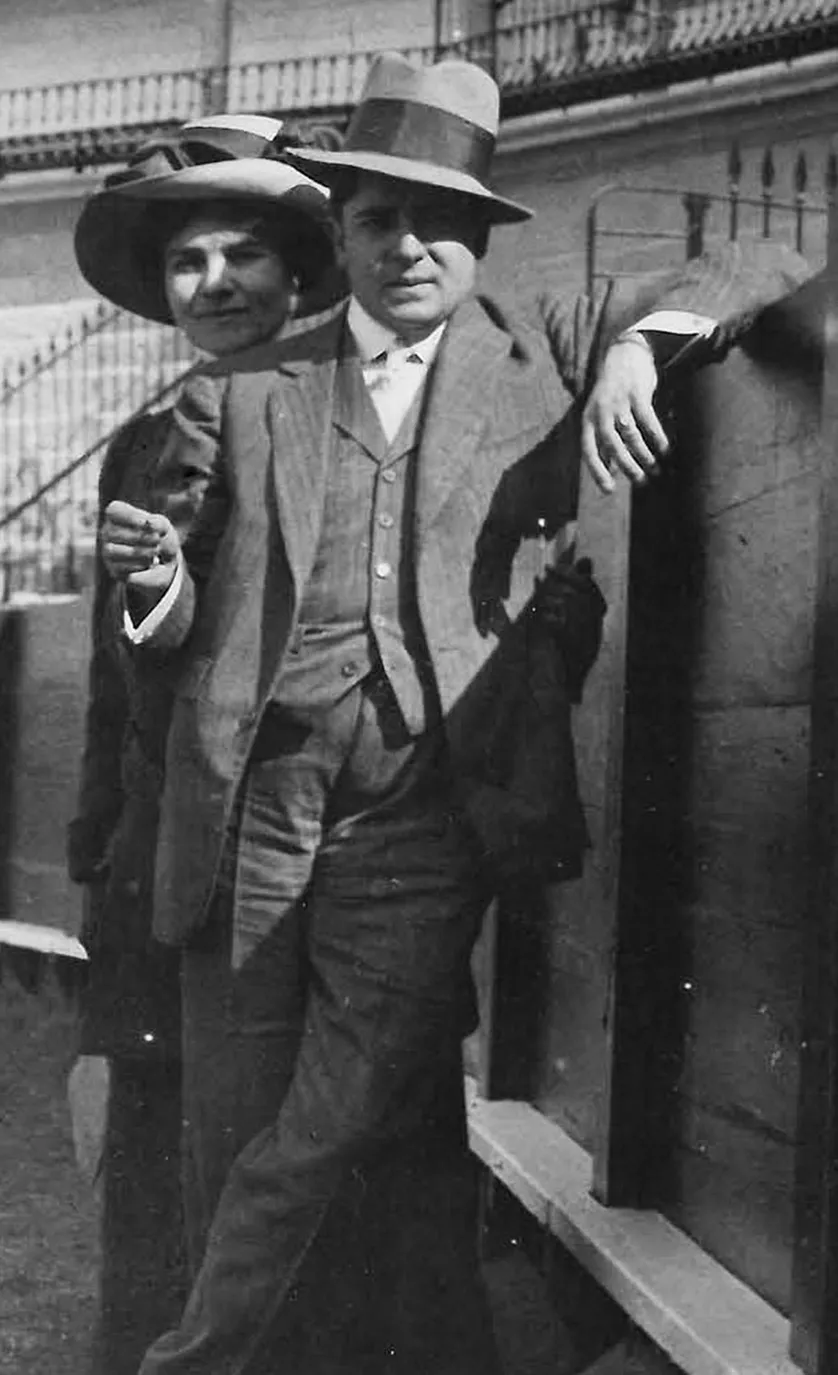
Gabrielle und Francis Picabia in Sevilla, 1909

Im Oktober 1912 waren im Haus ihrer Familie in Étival neben ihrem Mann Guillaume Apollinaire und Marcel Duchamp zu Gast. Apollinaire beendete dort sein Gedicht Zone, das den Gedichtzyklus Alcools einleitet. Duchamp schuf eine Vorstufe zu seinem Werk La Mariée mise à nu par ses célibataires, même. Aufgrund des Treffens entstand das Buch mit Essays über den Kubismus, Les peintres cubistes, von Apollinaire, das von Picabia finanziert wurde.
Von Januar bis April 1913 reisten Gabrielle und Francis Picabia für Ausstellungen nach New York. Gabrielle hielt dort Vorträge über Moderne Kunst, lernte Gertrude Stein kennen und gab Interviews. Inspiriert von der Amerika-Reise entwickelte Gabrielle Buffet-Picabia 1914 die Idee, eine eigene Galerie zu eröffnen. Das Projekt ließ sich, u. a. aufgrund des ausbrechenden Ersten Weltkrieges, nicht realisieren. Jedoch baute sie eine bedeutende Sammlung an Bildern auf, die nach ihrem Tod verschollen ist. Während des Ersten Weltkrieges engagierte sie sich freiwillig beim Roten Kreuz. Aus Angst vor Einberufung unternahm Picabia, dessen Vater in der kubanischen Botschaft arbeitete, eine Reise nach Kuba und New York. 1915 reiste Gabrielle Buffet-Picabia ihm nach und nahm für eine Galerieeröfnung ihres Mannes einige seiner Bilder nach New York mit. Das Paar blieb in New York und reiste 1916/17 weiter nach Spanien, wo sie acht Monate in Barcelona lebten. Hier arbeitete Gabrielle Buffet-Picabia für die von ihrem Mann und von Marie Laurencin gegründete Zeitschrift „391“ als Autorin, Redaktionssekretärin und Produktionschefin. 1917 kehrten sie nach New York zurück, wo Francis sich einen Künstlerkreis aufgebaut hatte.
Die Ehe mit Francis Picabia, der vier Kinder entstammten, wurde 1930 geschieden. Die Kinder waren: Laure-Marie (* 1910), Pancho (* 1911), Gabriele-Cécile, genannt Jeanine (* 1913) und Lorenzo, genannt Vicente (* 1919).
Ab 1941, während des Zweiten Weltkriegs, war Gabrielle Buffet-Picabia neben Samuel Beckett, Mary Reynolds, Suzanne Picabia und anderen ein Mitglied der Résistance in Paris.
Gabrielle Buffet-Picabia starb mit 104 Jahren in Paris.
2017 veröffentlichten ihre Urenkelinnen Claire und Anne Berest, Nachfahren der Tochter (Lélia) von Vicente, eine Romanbiografie über ihr Leben, die zeitlich bis 1919 reicht.

## Veröffentlichungen (Auswahl)
- Impressionnisme musical. In: La Section d’Or, Nr. 1, 9. Oktober 1912
- Modern Art and the public. In: Camera Work, Juni 1913, S. 10–14 (Digitalisat, UB Heidelberg)
- Musique d’aujourd'hui. In: Les Soirées de Paris, Nr. 22, März 1914
- Jean Arp, Essay. In: L’Art abstrait, Presses littéraires de France, 1952
- Aires abstraites. Pierre Cailler Éditeur, Genf 1957 (Vorwort von Jean Arp)
- Picabia, l’inventeur. In: L'Œil, Nr. 18, Juni 1956
- DADA. Dichtungen der Gründer. Dada Gedichte von Andre Breton, Gabrielle Buffet, F. Hardekopf, Emmy Hennings, J. van Hoddis, R. Huelsenbeck, Marcel Janco, W. Kandinsky, Francis Picabia, Walter Serner, Ph. Soupault, Tristan Tzara. Peter Schifferli Verlags AG Die Arche, Zürich 1957

## Filmografie
- Dada (1967) von Marcel Janco in der Internet Movie Database (englisch)

## Dokumentation
- Gabriële Buffet-Picabia – Die Frau mit dem erotischen Verstand. Regie: Marthe Le More, ARTE F, Frankreich, 53 Minuten, 2020